# فرانز فرديناند (فرقة)
فرانز فرديناند هي فرقة روك مستقل اسكتلندية تشكلت في غلاسكو عام 2002. تألفت الفرقة الأصلية من أليكس كابرانوس (غناء رئيسي وغيتار، لوحة المفاتيح)، نيك مكارثي (غيتار إيقاعي، لوحات المفاتيح وغناء داعم)، بوب هاردي (باس غيتار)، وبول طومسون (الطبول، قرع وغناء داعم). انضم جوليان كوري (لوحات المفاتيح والمزج والإيتار والغناء الداعم) ودينو باردوت (الإيتار وغناء داعم) للفرقة في عام 2017 بعد أن تركهم مكارثي في العام السابق. عرفت الفرقة بكونها إحدى أشهر الفرق التي أحيت موسيقى البانك، ووصل عدد من أغانيهم إلى العشرين الأوائل في قوائم أغاني المملكة المتحدة. وقد تم ترشيحهم لعدة جوائز جرامي وحصلوا على جائزتي بريت – أحدها عن أفضل فرقة بريطانية – فضلا عن جائزة إن إم إي واحدة.
أول أغنيتين منفردتين للفرقة، "Darts of Pleasure" و "Take Me Out"، وصلت للمراكز الخمسين قائمة أغاني المملكة المتحدة. حققت أغنية "Take Me Out" شهرية عالمية ودخلت قوائم الأغاني في العديد من البلدان وترشحت لجائزة جرامي لأفضل أداء روك من قبل ثنائي أو مجموعة مع غناء. وأصبحت منذ ذلك الحين علامة الفرقة. أصدرت الفرقة ألبومها الأول المسمى عليها في 9 فبراير 2004 وتلقى الإشادة من النقاد. فاز الألبوم بجائزة ميركوري عام 2004 ونال ترشيح جرامي لأفضل ألبوم بديل.
في عام 2005، أصدرت الفرقة ألبومها الثاني، You Could Have It So Much Better، والذي أنتجه ريتش كوستي. نال الألبوم إعجاب الجمهور والنقاد، ووصل إلى العشرة الأوائل في عدة بلدان. نال الألبوم ترشيح لأفضل ألبوم بديل في حفل جوائز جرامي السنوي الثامن والأربعين، بينما ترشحت الأغنية المنفردة من الألبوم "Do You Want To"، لأفضل أداء روك من قبل ثنائي أو مجموعة مع غناء. تم الإعلان عن الألبوم الثالث للفرقة، Tonight: Franz Ferdinand، في أواخر عام 2008، وأصدر في يناير 2009. وتميز الألبوم بتغير النمط الموسيقي للفرقة، حيث تحولت من موسيقى ما بعد البانك التي كانت واضحة على أول ألبومين، إلى موسيقى الرقص. نجح الألبوم تجاريا ونال استحسان النقاد. تم إصدار إعادة مزج لألبوم Tonight وكان بعنوان Blood في يوليو 2009.
بعد أربع سنوات من صدور ألبوم Tonight، أصدرت الفرقة ألبومها الرابع، راي Right Thoughts, Right Words, Right Action في أغسطس 2013. في عام 2015، شكلت فرقة فرانز فرديناند وفرقة الروك الأمريكية سباركس مجموعة إف إف إس وأصدروا ألبوما ذاتيا في يونيو 2015. ومن المقرر أن يصدر ألبومهم الخامس، بعنوان Always Ascending، في فبراير 2018.

## روابط خارجية
- فرانز فرديناند على موقع IMDb (الإنجليزية)
- فرانز فرديناند على موقع ميوزك برينز (الإنجليزية)
- فرانز فرديناند على موقع رولينغ ستون (الإنجليزية)
- فرانز فرديناند على موقع أول ميوزيك (الإنجليزية)
- فرانز فرديناند على موقع ديسكوغز (الإنجليزية)